# 水島恵一
水島 恵一（みずしま けいいち、1928年8月3日 - 2015年7月27日）は、日本の心理学者、文教大学名誉教授。

## 経歴
東京生まれ。父は東京大学名誉教授で学士院会員の化学者である水島三一郎。旧制武蔵高等学校を経て、東京大学法学部卒業。東京大学大学院人文科学研究科心理学専攻修了。1965年「自己疎外理論による非行性仮説設定とその臨床的検討」で早稲田大学より文学博士の学位を取得。横浜少年鑑別所技官、立正女子大学助教授、校名変更で文教大学人間科学部教授。文教大学学長（1996-2001）、2000年定年退任、名誉教授。2012年秋の叙勲で瑞宝中綬章を受章。
次弟水島昭二は元東大教授、三弟水島裕は元参議院議員。裕の娘が精神科医・政治家の水島広子。母は正田英三郎の妹である水島勅子。上皇后美智子は従妹に当たる。日本橋の金襖問屋増見屋の子孫であるため『増見屋史』を編纂している。

## 著書
- 『社会病 その心理の基礎と悪の解明』白亜書房 1956年
- 『非行臨床心理学』新書館 1962年
- 『青年の悩みと反抗』雪華社 1963年
- 『非行少年の解明』新書館 1964年
- 『青年の苦悩と共に』新書館 1965年
- 『カウンセリング入門 なやみの解決と人間性の開発』大日本図書 1966年 現代心理学ブックス
- 『精神衛生と人間実存 カウンセラーの断想』誠信書房 1969年
- 『深層の自己探求 カウンセリングとイメージの世界』大日本図書 1973年 現代心理学ブックス
- 『自己探求と人間回復 カウンセリングとTグループ』大日本図書 1973年 現代心理学ブックス
- 『自己の心理学 人間性の探求』社会思想社 1973年 現代教養文庫
- 『青年カウンセリング 青年の悩みと反抗』大日本図書 1973年 現代心理学ブックス
- 『自己探求の心理学 非現実の現実』社会思想社 1977年 現代教養文庫
- 『人間学』1977年 有斐閣双書
- 『人間学の実践』1979年 有斐閣双書
- 『パーソナリティ』1980年 有斐閣双書
- 『親と子のカウンセリング』大日本図書 1983年 現代心理学ブックス
- 『人間性心理学大系 第1巻 人間性の探求 人間科学としての人間学』大日本図書 1985年
- 『人間性心理学大系 第2巻 (カウンセリング)』大日本図書 1985年
- 『人間性心理学大系 第3巻 (イメージ・芸術療法)』大日本図書 1985年
- 『人間性心理学大系 第5巻 (自己と存在感)』大日本図書 1986年
- 『人間性心理学大系 第7巻 (臨床心理学)』大日本図書 1986年
- 『人間性心理学大系 第4巻 教育と福祉 心理・社会的実践への視点』大日本図書 1987年
- 『人間性心理学大系 第8巻 (非行・社会病理学)』大日本図書 1987年
- 『人間性心理学大系 第6巻 (意識の深層と超越)』大日本図書 1988年
- 『人間性心理学大系 第9巻 (イメージ心理学)』大日本図書 1988年
- 『人間性心理学大系 第10巻 人間学への道 私の探求過程』大日本図書 1989年
- 『人間性心理学大系 別巻 1 (愛と反抗の群像)』大日本図書 1991年
- 『人間性心理学大系 別巻 2 (深層の世界)』大日本図書 1991年
- 『人間の可能性と限界 真の自己を求めて』大日本図書 1994年
- 『玉川上水 詩集』私家版、2009年

## 共編著
- 『人間性理解の心理学入門』岡堂哲雄共編 北望社 1968年
- 『集団心理療法』岡堂哲雄共編 金子書房 1969年
- 『人間論 若い人の生き方について』寺中平治共編 社会思想社 1972年 現代教養文庫
- 『人間性理解の心理学入門』岡堂哲雄共編 金沢文庫 1973年
- 『臨床心理学の基礎知識 概念・技法・問題点の理解』佐治守夫共編 有斐閣 1974年
- 『人間科学入門』有斐閣双書、1976年
- 『心理療法の基礎知識 基本理論と技法の理解』佐治守夫共編 1977年 有斐閣ブックス
- 『人間性の深層 不安と愛の人間学』土沼雅子共著 創元社 1982年
- 『イメージの基礎心理学』上杉喬共編 誠信書房 1983年
- 『イメージの臨床心理学』小川捷之共編 誠信書房 1984年
- 『イメージの人格心理学』上杉喬共編 誠信書房 1986年
- 『増見屋史』私家版、1992年
- 『カウンセリング』編著 放送大学 1996年
- 『臨床心理学大系 第19巻 人格障害の心理療法』馬場禮子,福島章共編 金子書房 2000年

## 論文
- 「ある少女の自由連想」 『児童心理と精神衛生』 第4巻 1号 1953年
- 「追従的非行の一分析」 『児童心理と精神衛生』 第4巻 3号 1954年
- 「失敗時における皮膚電気伝導度と呼吸」 『心理学研究』 第25巻 3号 1954年
- 「非行少年の社会的予後に関する研究」 『教育心理学研究』 第2巻 4号 1955年 - 第4巻 2号 1957年
- 「最近の非行理論の批判」 『心理学研究』 第28巻 2号 1957年
- 「非行者に対する心理療法の効果」 『心理学研究』 第32巻 6号 1962年
- 「非行の臨床的理解の基準」 『犯罪心理学研究』 第1巻 1号 1963年
- 「臨床的非行理論によるケース研究」 『犯罪心理学研究』 第2巻 4号 1964年
- 「人格理論の問題点とその臨床的意味」 『心理学評論』 第10巻 2号 1967年
- 「社会的発達の病理」 『児童心理学講座 7. 社会的発達』 金子書房 1969年
- "Art therapies in Japan", International Development, 1971年
- "A Psychosocial theory of delinquency", International Journaal of Social Psychiatry, 1972年
- 「芸術療法における東洋芸道の位置づけ」 『芸術療法』 1972年
- 「臨床的面接法における面接者の要件と訓練」 村上英治ほか編 『心理学研究法 11. 面接法』 東京大学出版会 1975年
- 「人間学的方法論の明確化-生活人間学の成立に向けて」 『相談学研究』 第9巻 1号・2号 1976年
- 「心理測定、診断、治療をかねた図式投影法」 『相談学研究』 第13巻 2号 1981年
- 「人間性心理学の方法と展望」 『人間性心理学研究』 第1巻 1984年
- 「イメージ療法」 河合隼雄ほか編 『臨床心理学大系 9. 心理療法 (3)』 金子書房 1989年